# Molon labe
Molon labe (altgriechisch μολὼν λαβέ molṑn labé) ist eine altgriechische Redewendung. Ins Deutsche übersetzt bedeutet Molon labe so viel wie „Komm und hol (sie dir)!“
μολών molōn ist das Partizip Aorist Aktiv von βλώσκειν blōskein („kommen“) und bedeutet „gekommen (seiend)“. λαβέ labe ist der Imperativ Aorist Aktiv (2. Person Singular) von λαμβάνειν lambanein („nehmen“) und bedeutet „(du) nimm“ in der Erzählform (Aorist). Das Objekt „sie“ (die Waffen) kann im Altgriechischen entfallen. Beide Wörter bilden eine hypotaktische Konstruktion ohne Konjunktion: „Gekommen (seiend), nimm“ – „Komm her und dann nimm sie.“

## Geschichte
Mit molōn labe soll König Leonidas I. von Sparta bei der Schlacht bei den Thermopylen auf die Aufforderung Xerxes I. von Persien, die Waffen abzugeben, geantwortet haben. Diese Anekdote findet sich in den Moralia unter den Apophthegmata Laconica von Plutarch.  Xerxes, dessen Armee der der Griechen zahlenmäßig weit überlegen war, bot Leonidas und seinen Truppen an, ihr Leben zu verschonen, wenn sie aufgäben und ihre Waffen niederlegten.
Die Spartaner gingen auf diese Forderungen jedoch nicht ein, sondern hielten die Stellung gegen die Perser drei Tage lang. Obwohl sie schließlich vernichtend geschlagen wurden, fügten sie der persischen Armee ernsthaften Schaden zu und verzögerten deren Vormarsch nach Athen wesentlich, was den Griechen einen Vorteil verschaffte. Dadurch konnten die Griechen den Kampf gegen die angreifenden Perser im Endeffekt gewinnen.
An den Thermopylen steht heute ein Denkmal für Leonidas und seine Mitstreiter. Unter der Statue Leonidas’ ist der berühmte Ausspruch molōn labe eingraviert.

## Neuzeit
Der Ausdruck wird verwendet, um die Entschlossenheit deutlich zu machen, nicht kampflos aufzugeben.
Molon labe wird heutzutage häufig, sowohl im griechischen Original als auch in seiner englischen Übersetzung  “Come and take them!”, von US-amerikanischen Waffen-Lobbys und Waffenrechts-Aktivisten genutzt, um ihr Recht auf Waffenbesitz und damit den zweiten Verfassungszusatz der amerikanischen Verfassung zu verteidigen. Die Nutzung des Spruches in diesem Kontext lässt mindestens seit den frühen 2000er-Jahre feststellen. Auch die Waffenindustrie in den USA eignete sich den Spruch an. So werden z. B. Schusswaffen mit dem eingravierten Spruch in den USA verkauft.

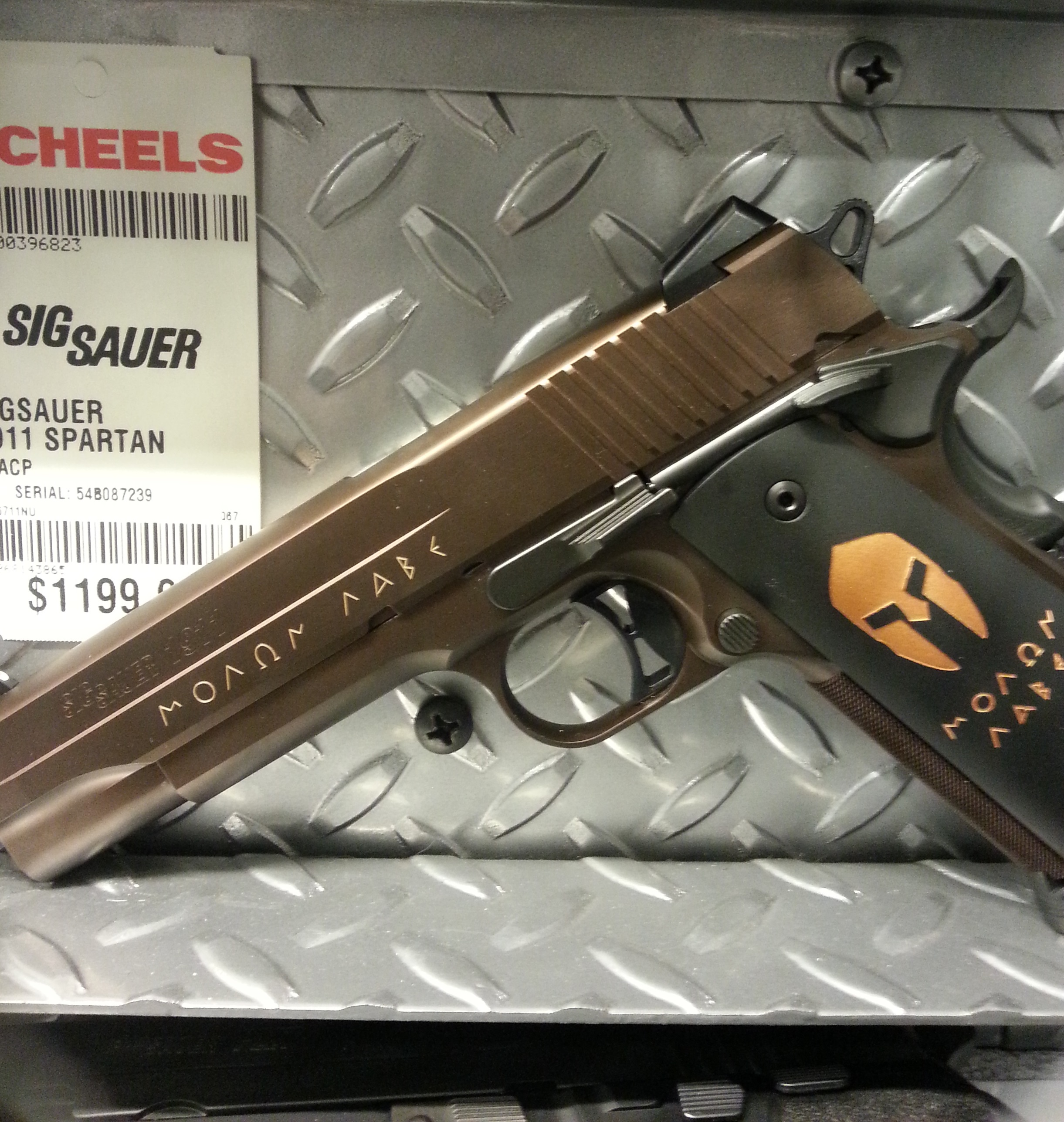
Molon labe eingraviert auf einer M1911 der Firma SIG Sauer

Daneben wird der Spruch auch in rechts-nationalen/rechtsextremen Kreisen in den USA verwendet. Beim Sturm auf das Kapitol 2021 gab es z. B. eine Flagge mit Aufdruck Molon labe und dem Symbol eines korinthischen Helms.
Auch wird der Spruch häufig als Leitspruch von militärischen Einheiten verwendet. So trägt das erste Korps der griechischen Streitkräfte den Ausspruch Molon labe als Motto. Zudem ist der Spruch auch bei den US-Streitkräften verbreitet, unter anderem als Wahlspruch beim Special Operations Command Central.